# Ridi Walfried
Ridi Walfried, eigentlich Maria Theresia Penkawa, verh. Prassnigger (* 14. Oktober 1891 in Klosterneuburg; † 28. Juli 1979 in Wien) war eine österreichische Schauspielerin, Bühnen- und Drehbuchautorin.

## Leben
Sie besuchte 1912 bis 1913 die Arnau’sche Theaterschule in Wien und arbeitete danach bis 1931 als Schauspielerin. Sie war von 1913 bis 1917 in Brandenburg tätig, anschließend am Theater in der Josefstadt in Wien sowie 1920/21 an der Wiener Kleinkunstbühne Chat noir. Später wirkte sie als freie Schriftstellerin und schrieb vor allem Lustspiele, u. a. für die Löwinger-Bühne, und Libretti. Schwänke von Ridi Walfried wurden in der Fernsehreihe des Bayerischen Rundfunks Komödienstadl und im ORF gezeigt.
Sie trat zum 3. April 1933 der NSDAP bei (Mitgliedsnummer 1.526.968).

## Theaterstücke
- 1933: Helene entpuppt sich
- 1936: Ein Jammer ist’s mit Theodor
- 1936: Ein Unwiderstehlicher
- 1937: Er hat Glück mit Monika
- 1939: Adam und Eva im Paradies
- 1940: Meine Nichte – Deine Nichte
- 1941: Bis die Uhr zwölfe schlägt
- 1944: In einer kleinen Pension
- 1954: Ich kann mich net erinnern
- 1956: Räuber! Diebe! Liebe!
- 1962: Tonele und die lieben Verwandten
- 1962: Mann mit der Libelle
- 1964: Draufgänger
- 1966: Liebe tiefgekühlt
- 1980: Geliebter Lump
- Fröhliche Weihnachten
- Geprellte Wirt
- Ihr Wunschtraum
- Liebe macht blind
- Maxl
- Schenken macht Freude
- Schwalbacher Diplomatie
- Teufel an der Wand
- Warum gehts jetzt?
- Wett mit mir

## Hörspielfassungen
- 1947: Maxl – Bearbeitung und Regie: Nicht angegeben (Hörspielbearbeitung – RWR)
- 1974: Der Komödienstadel: Glück mit Monika – Bearbeitung und Regie: Olf Fischer (Hörspielbearbeitung – BR)
- 1976: Der Komödienstadel: Der Unwiderstehliche – Bearbeitung: Oskar Weber; Regie: Olf Fischer (Hörspielbearbeitung – BR)
- 1987: Das Liebesamulett – Regie: Pepi Grießer (Hörspielbearbeitung – ORF)

Quellen: OE1-Hörspieldatenbank für die österreichischen und ARD-Hörspieldatenbank für die deutschen Produktionen

## Filmographie (Auswahl)
- 1964: Das halbierte Zimmer
- 1969: Er hat Glück mit Monika
- 1972: Liebe macht blind
- 1978: Liebe tiefgekühlt
- 1979: Liebe mal drei
- 1985: Küsse im Dunkeln
- 1992–1997: Chiemgauer Volkstheater
  - 1992: Glück mit Monika
  - 1997: Liebe macht blind
- 1994–1998: Peter Steiners Theaterstadl:
  - 1994: Liebe macht blind
  - 1996: Die Schwindelnichte
  - 1997: Liebesnacht am Lindenhof
  - 1998: Die Gockelparade
- 1986–2008: Der Komödienstadel:
  - 1986: Glück mit Monika
  - 1990: Die hölzerne Jungfrau
  - 2008: Adam und Eva im Paradies